# Clapham Wood
Clapham Wood là khu rừng thuộc Vườn quốc gia South Downs gần làng Clapham, West Sussex, Anh. Đây là Khu Bảo tồn Thiên nhiên (SNCI) được chỉ định bao gồm vùng rừng bán tự nhiên cổ đại với hệ động thực vật phong phú. Ngoài ra, đây còn là địa điểm nổi tiếng dành cho người đi bộ, có thể dễ dàng tiếp cận từ Durrington và Worthing gần đó, đồng thời có đầy đủ các con đường rộng xuyên qua khu rừng hỗn hợp và nhiều cây cối. Phần phía nam của khu rừng này rất đẹp vào mùa xuân, với những thảm hoa chuông xanh rộng lớn mọc gần các lối đi. Có thể nhìn thấy Eo biển Manche ở phía nam và thung lũng khô cằn Long Furlong, với Đồi Blackpatch và những gò đất dài ở phía xa, về phía bắc.

## Chuyển đổi
Clapham Woods SNCI được Hội Đa dạng Sinh học Sussex chỉ định là địa điểm nằm trong Khu vực Cơ hội Đa dạng Sinh học (BOA) từ Clapham đến Burpham Downs. Rừng cổ đại này nằm trên địa chất vùng đất thấp và có những khu vực đồng cỏ đá vôi ở vùng đất thấp bên trong và xung quanh khu rừng. Khu rừng này có nhiều loại thực vật bao gồm Sanicula, Dâu tây dại, Phong lan tím buổi sáng sớm và Củ liên mộc hiếm thấy tại địa phương. Giới chức địa phương còn ban hành lệnh bảo tồn cây bao gồm toàn bộ khu rừng này.

## Sự kiện UFO
Những huyền thoại và tin đồn về Clapham Wood bắt đầu vào năm 1975 khi nhóm người đam mê hiện tượng siêu thường tận dụng hàng đống báo cáo địa phương về những chú chó bị lạc trong vùng bằng cách công bố rằng "những thế lực siêu nhiên" hiện diện trong khu rừng này. Họ cho rằng chính người ngoài hành tinh điều khiển những chiếc UFO đã tóm được bầy chó, rồi sau tới lượt vị phù thủy địa phương chịu trách nhiệm cho vụ việc này. Sự lan truyền của những tin đồn như vậy khiến cư dân địa phương đâm ra ghét khu vực này và thu hút người lạ mặt bén mảng tới đây tìm kiếm "cuộc phiêu lưu theo kiểu tâm linh". Những thi thể được tìm thấy ở Clapham Wood trong cùng thập kỷ cũng dẫn đến hàng loạt truyện kể vô căn cứ về trải nghiệm siêu thường và trường hợp chứng kiến UFO..